# Speicher Eschstraße 6
Der ehemalige Speicher Eschstraße 6 an der Medem in der niedersächsischen Samtgemeinde Land Hadeln, Gemeinde Otterndorf im Landkreis Cuxhaven, stammt aus der zweiten Hälfte des 19. Jahrhunderts. Aktuell (2024) wird es als Wohnhaus genutzt.
Das Gebäude steht unter Denkmalschutz (siehe auch Liste der Baudenkmale in Otterndorf).

## Geschichte und Beschreibung
Otterndorf war der Hauptort des Landes Hadeln. 1400 erhielt es von Herzog Erich von Sachsen-Lauenburg das Stadtrecht. Die Hafenwirtschaft an Elbe und Medem hatte früher eine regionale Bedeutung.
Das zweigeschossige giebelständige verklinkerte symmetrische Gebäude in Backstein mit ziegelgedecktem Satteldach und mit drei übereinander liegenden Speichergeschossen und entsprechenden Ladeöffnungen im westlichen und östlichen Giebel wurde 1894 als Speicher direkt an der Medem gebaut. Ein erhaltener Ladebaum zeugt von seiner Funktion.
Das Landesdenkmalamt befand u. a.: „… Das ehemals in einer Reihe von Speicherbauten stehende Gebäude zeugt somit vom ehemals über die Medem abgewickelten Handel.  … .“
Im Ort stehen zudem die denkmalgeschützten ehemaligen Speicher Große Dammstraße 30, Himmelreich 8 (Bull’sche Speicher) und Johann-Heinrich-Voß-Straße 10.